# رسالة مفتوحة إلى الهواة

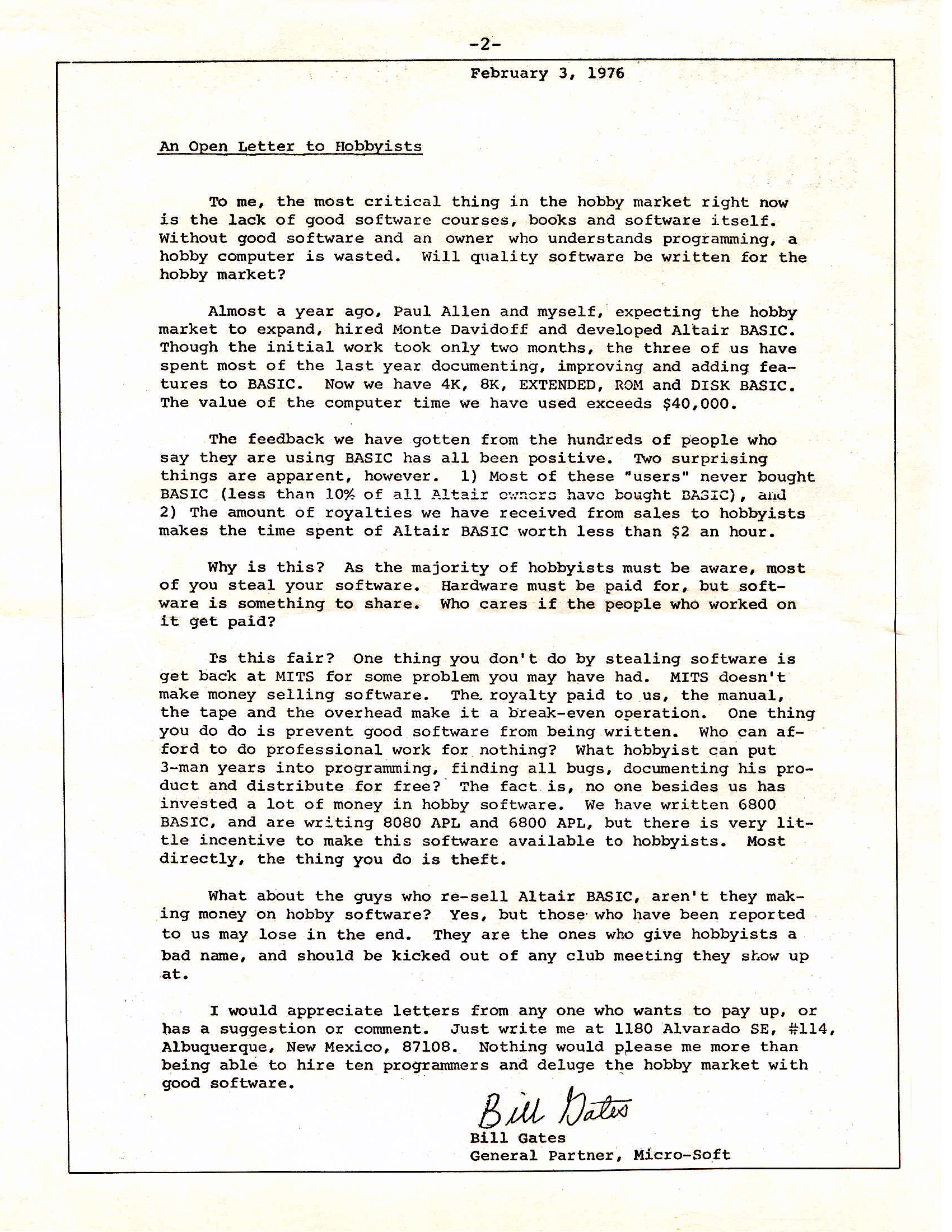
رسالة بيل غيتس المفتوحة إلى سوق الهواة في جريدة Homebrew Computer Club في يناير 1976

الرسالة المفتوحة لسوق الهواة رسالة مفتوحة كتبها بيل غيتس وهو أحد مؤسسي مايكروسوفت، لهواة الحاسوب الشخصي، عبر فيها بيل غيتس عن استيائه من خرق حقوق النشر الذي يحدث في سوق الهواة ولاسيما الذي يتعلق ببرمجيات شركته.
وعبر عن خيبة أمله مما يفعله معظم الهواة بنسخ برنامج ألتير بيسيك دون دفع ثمنه، وقال إن مثل هذه الممارسة لا تشجع المطورين على استثمار المال والوقت في كتابة برمجيات جيدة، وأشار إلى «الظلم» الواقع تجاه مطوري البرمجيات الذين لا يُدفع لهم مقابل استخدام البرمجيات.

## ألتير بيسك
في ديسمبر 1974 كان بيل غيتس طالبا في جامعة هارفارد وكان يعمل مع بول ألن لصالح شركة هنيول في بوسطن حينما شاهدا الحاسوب ألتير 8800 في عدد يناير 1975 من مجلة Popular Electronics وكانا قد كتابا بعض برامج بيسك وجزما أن الحاسوب ألتير قادر على دعم مفسّر لبيسك، أرادا أن يكونا أول من يعرض بيسك لحواسيب ألتير. وقع بيل غيتس وآلن مع معهد MIT اتفاقًا يمنح المعهد رخصة لبيع ألتير بيسك في كافة أرجاء العالم مقابل حصة لمايكروسوفت.
في أوائل مارس، قام بول ألن وبيل غيتس وطالب آخر من جامعة هارفارد باسم مونتي دافيدوف بإنشاء مفسر بيسك يعمل في محاكاة على حاسوب PDP-10 في جامعة هارفارد. ألن وغيتس كانا على اتصال مع إد روبرتس من MITS وفي مارس 1975 توجه ألن إلى البوكيرك، نيو مكسيكو، لاختبار البرمجيات على آلة فعلية. وقد اكتشف بول آلن وإد روبرتس أن البرنامج يعمل.
وافقت ميتس على ترخيص برمجية ألن وغيتس. فترك بول ألن وظيفته في شركة هانيويل وأصبح نائب الرئيس ومدير البرامج في ميتس مع راتب 30,000 دولار في السنة. كان بيل غيتس لا يزال طالبا في جامعة هارفارد، ومجرد مقاول يتعامل مع ميتس. في تشرين الأول/أكتوبر 1975 لقبته الشركة في رسالتها الإخبارية «باختصاصي برمجيات». في 22 يوليو 1975 وقعت ميتس على عقد مع ألن وغيتس حصلا بموجبه على 3000$ عند التوقيع ورسوم ملكية عن كل نسخة بيسك تُباع؛ 30$ لنسخة 4k و35$ لنسخة 8k و60$ للنسخة الموسعة وذلك حتى سقف 180,000$ وتحصل ميتس على رخصة حصرية عالمية للبرنامج لمدة 10 سنوات. التزمت ميتس بتوفير إمكانية استخدام حاسوب PDP-10 اللازمة لتطوير البرنامج وذلك على حاسوب تملكه مدرسة محافظة ألبكيرك.
في عدد أبريل 1975 من منشور ميتس Computer Notes تصدر عنوان «ألتير بيسك - جاهز للعمل». لكن مبيعات حاسوب ألتير 8800 لم تكن كافية لسد التكاليف وكان على الشركة أن تبيع بطاقات ذاكرة إضافية وقطع أخرى لتربح. كما قامت الشركة بالتنقل في البلاد لعرض إنتاجاتها.